# Juraj Višný
Juraj Višný (* 7. června 1937) je architekt, kulturista a herec.

## Život
Juraj Višný patří k významným postavám československé kulturistiky. Je jedním z prvních průkopníků kulturistiky v ČSSR. Cvičit začal v roce 1957. Po prvních tréninkových začátcích doma s jednoduchým nářadím se přihlásil do vzpěračského oddílu, kde trénoval navíc ještě třikrát týdně podle vlastního plánu. Jako vysokoškolský student ještě vesloval na Dunaji a hrál odbíjenou za Rudou hvězdu Bratislava. V 60. letech 20. století obsazoval první místa na všech předních soutěžích v ČSSR. Na podzim roku 1968 se měl natáčet i americký remake filmu Kdo chce zabít Jessii? s původním hereckým obsazením O. Schoberová, J. Višný a K. Effa, ale v důsledku politických událostí roku 1968 byl projekt zrušen a Juraj Višný emigroval do Švýcarska, kde se živil až do důchodu svým původním povoláním – architekturou. Z jeho kroužku vyšla řada dalších známých slovenských kulturistů. Jedním z nich je Juraj Pipasík (George „Mackie“ Pipasik), který v roce 1968 emigroval do USA a ve svém Bodybuilding Center v Kalifornii se stal vedle dalších hvězd taky trenérem Sylvestera Stallonea.

## Míry
V 60. letech byl Juraj Višný nejlepším kulturistou ČSSR ve vyšší kategorii. V průběhu osmi let tréninku se zvětšily jeho rozměry:
- Výška: 185 cm – 186 cm
- Váha: 68 kg – 89 kg
- Krk: 38 cm – 44 cm
- Hrudník: 89 cm – 129 cm
- Paže: 28 cm – 46 cm
- Pas: 71 cm – 73 cm
- Stehno: 49 cm – 65 cm
- Lýtko: 33 cm – 43 cm

## Historie soutěží
Juraj Višný získal tituly:
- 1964 – absolutní vítěz v první oficiální kulturistické soutěži v ČSSR Velká cena Mladé gardy v Bratislavě
- 1965/66 – druhá místa na soutěžích o Putovní pohár Trenéra a cvičitele
- 1966 – 1. místo na soutěži Velká cena Mladé gardy v Bratislavě
- 1966 – 1. místo na II. ročníku soutěže o Cenu Sandow v Mariánských Lázních
- 1966/67 – vítěz čtenářských anket v časopisu "Start"
- 1968 – absolutní vítěz na prvním Mistrovství ČSSR v Bratislavě
- 2006 – zlatá medaile od prezidenta IFBB Rafaela Santonji

## Filmografie
S Jurajem Višným byly natočeny tyto filmy:
- Kdo chce zabít Jessii? (1966, režie Václav Vorlíček) – role Supermana
- Povídky O’Henryho (1967) – role profesionálního boxera
- Objížďka (1968, režie Josef Mach) – role řidiče Julia